# Sonia Horowitz, l'insoumise
Pour plus de détails, voir Fiche technique et Distribution.
Sonia Horowitz, l'insoumise (A Price Above Rubies) est un film dramatique américain réalisé par Boaz Yakin, sorti en 1998.

## Fiche technique
- Titre original : A Price Above Rubies
- Titre français : Sonia Horowitz, l'insoumise
- Réalisation : Boaz Yakin
- Scénario : Boaz Yakin
- Photographie : Adam Holender
- Musique : Lesley Barber
- Pays d'origine : États-Unis
- Genre : drame
- Date de sortie : 1998

## Distribution
- Renée Zellweger (VF : Odile Cohen) : Sonia Horowitz
- Christopher Eccleston : Sender Horowitz
- Julianna Margulies (VF : Hélène Chanson) : Rachel
- Allen Payne : Ramon Garcia
- Glenn Fitzgerald (VF : Jean-Pierre Michaël) : Mendel Horowitz
- Kim Hunter : Rebbitzn
- John Randolph : Rebbe Moshe
- Kathleen Chalfant (VF : Marie-Martine) : mendiante
- Peter Jacobson : Schnuel
- Edie Falco : Feiga
- Phyllis Newman : Mme Gelbart
- Faran Tahir : Hrundi Kapoor
- Martin Shakar : M. Berman
- Michael Stuhlbarg : jeune Hassid